# The Winning Hand
The Winning Hand är ett dubbelalbum, släppt i december 1982, med Dolly Parton, Willie Nelson, Brenda Lee och Kris Kristofferson.  Albumet innehöll mestadels tidigare olanserade spår från deras år på skivbolaget Monument Records, för vilket alla fyra hade sjungit för i mitten av 1960-talet. Av de fyra artisterna sjöng Kris Kristofferson och Brenda Lee nya sånger, och flera av deras tidigare soloinspelningar gjordes här tillsammans, vilket skapade "duetter".
En singel, "Everything's Beautiful" (ej att förväxla med en sång vid samma namn inspelad Ray Stevens), släpptes av Dolly Parton och Willie Nelson, och nådde tio-i-topp på listorna.
Kris Kristoffersons två solonummer, "Here Comes that Rainbow Again" och "The Bandits of Beverly Hills" hade tidigare släppts som singlar.
Under tidigt 1983 visades ett två timmar långt TV-specialprogram i syndikering för att fira albumet, och där sjöng de fyra tillsammans för första och enda gången. Johnny Cash var programvärd.

## Låtlista
1. Nelson & Lee – "You're Gonna Love Yourself in The Morning" (Donnie Fritts) – 2:58
2. Kristofferson & Parton – "Ping Pong" (Bolodeaux Bryant) – 2:20
3. Nelson – "You'll Always Have Someone" (Hank Cochran/Willie Nelson) – 3:01
4. Kristofferson – "Here Comes That Rainbow Again" (Kris Kristofferson) – 2:55
5. Kristofferson & Lee – "The Bigger The Fool, The Harder The Fall"  (Kristofferson/Stephen Bruton/Mike Utley) – 3:44
6. Kristofferson & Lee – "Help Me Make It Through The Night" (Kristofferson) – 3:50
7. Parton & Nelson – "Happy, Happy Birthday Baby" (Gilbert Lopez/Margo Sylvia) – 2:21
8. Nelson & Lee – "You Left Me A Long, Long Time Ago" (Willie Nelson) – 2:49
9. Nelson & Kristofferson – "To Make A Long Story Short, She's Gone" (Fred Foster/Willie Nelson) – 3:07
10. Lee – "Someone Loves You Honey" (Don Devaney) – 2:52
11. Parton & Nelson – "Everything's Beautiful" (Dolly Parton) – 3:17
12. Lee – "Bring On The Sunshine" (Danny Epps) – 2:52
13. Parton & Kristofferson – "Put It Off Until Tomorrow" (Dolly Parton/Bill Owens) – 2:28
14. Nelson – "I Never Cared For You" (Willie Nelson) – 2:24
15. Kristofferson & Nelson – "Casey's Last Ride" (Kris Kristofferson) – 4:10
16. Nelson – "King Of A Lonely Castle" (Kenny Devine) – 3:20
17. Parton – "The Little Things" (Dolly Parton) – 2:36
18. Kristofferson – "The Bandits Of Beverly Hills" (Kris Kristofferson) – 2:27
19. Parton & Lee – "What Do You Think About Love?" (Bill Owens/Dolly Parton) – 2:41
20. Lee & Kristofferson – "Born To Love Me" (Bob Morrison) – 4:18